# 하승연
하승연(2000년 5월 19일~)은 대한민국의 컬링 선수이다. 2020년에 열린 세계 주니어 컬링 선수권 대회에서 은메달을 획득했다.